# Tyler Brûlé

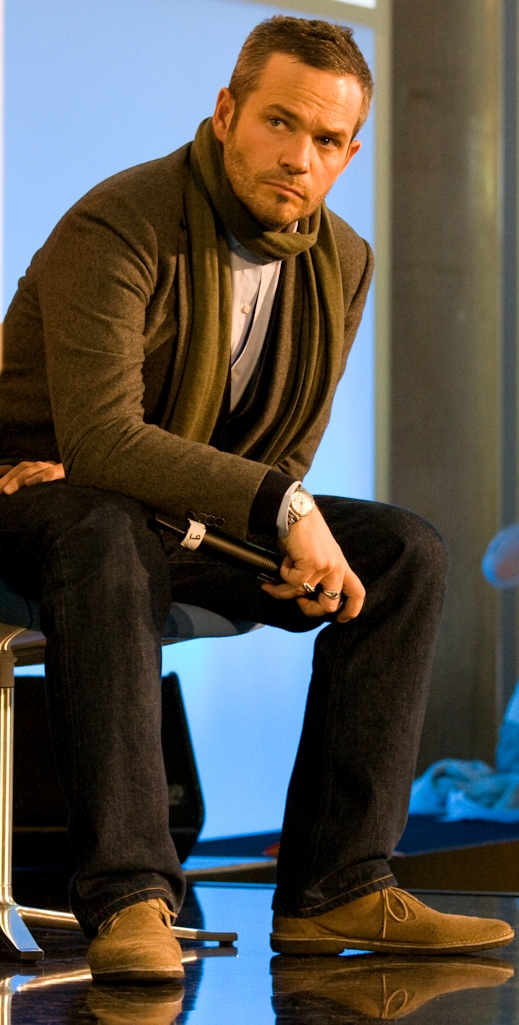
Tyler Brûlé (2008)

Jayson Tyler Brûlé (* 1968 in Winnipeg) ist ein kanadischer Medienunternehmer, Journalist und Designer.
Brûlé wurde als einziges Kind des Canadian-Football-Spielers Paul Brule und der Künstlerin Virge Brule in Winnipeg geboren. Nach der Highschool besuchte er für zwei Jahre eine Journalistenschule und begann danach, für die BBC als Berichterstatter zu arbeiten. Weiter war er für Good Morning America, 60 Minutes und Fox tätig und schrieb für verschiedene Zeitschriften wie The Guardian, The Globe and Mail, Elle, Stern, die Sunday Times und Vanity Fair.
1994 wurde Brûlé während einer Reportage für Focus in Afghanistan angeschossen, was bleibende Schäden an seiner linken Hand hinterließ. Während der Rekonvaleszenz kreierte er das Lifestyle- und Designmagazin Wallpaper, das 1996 lanciert wurde. Nach einem Jahr wurde Wallpaper von Time Warner gekauft, Tyler Brûlé blieb Chefredakteur bis 2002. 1998 gründete er die Designagentur Winkreative, die 2002 das Markendesign für swiss, den Nachfolger der insolventen schweizerischen Fluggesellschaft Swissair, entwickelte. Im Jahr 2007 kam die erste Ausgabe von Tyler Brûlés Zeitschrift Monocle heraus, die sich auf Weltpolitik, Wirtschaft, Design und Konsum konzentriert.
Brûlé betreibt unter der Marke Monocle Lifestyle Shops in London, Paris, Zürich, Meran, Toronto, Tokyo und Hongkong. Darüber hinaus hat er, ebenfalls unter dem Monocle Brand, Cafés in London, Zürich und Paris eröffnet. Und er betreibt den Radiosender Monocle Radio mit Nachrichten sowie Sendungen unter anderem über Kultur, Design, Medien, Unternehmertum und Stadtentwicklung.
Auch in der Gastronomie ist Brûlé aktiv. Er hat 2024 mit den drei Unternehmern Markus Binkert (ehemaliger CFO der Swiss International Airlines und heute CEO der SV Group), Thomas Maechler (ehemaliger Hoteldirektor Réserve Eden au Lac) und Marc Wegenstein (Gastronom) den Gasthof Oxen in Küsnacht (Gemeinde im Kanton Zürich, Schweiz) übernommen.
Tyler Brûlé wurde 2001 mit dem Lifetime Achievement Award der British Society of Magazine Editors ausgezeichnet.
Für die Financial Times schrieb Brûlé die wöchentliche Kolumne „Fast Lane“, welche in einer deutschen Version bis Ende 2012 auf Spiegel Online erschien. Diese wurde im November 2017 eingestellt, da Brûlé in seiner Kolumne ehemalige Kunden seiner Agentur Winkreative berücksichtigt haben soll.